# Frédéric Bastiat
Claude Frédéric Bastiat (Bayona, 30 de junio de 1801 - Roma, 24 de diciembre de 1850) fue un economista, escritor y legislador francés al que se le considera uno de los mayores teóricos del liberalismo de la historia. Fue parte de la Escuela liberal francesa. Conocido también como el Cobden francés, fue un entusiasta del libre comercio y del pacifismo.

## Biografía
Nacido en Bayona el 30 de junio de 1801, su carrera pública como economista no empezó hasta 1844. Su temprana muerte fue debida a la tuberculosis, que seguramente le fue contagiada durante sus numerosos viajes por toda Francia. Su enfermedad le impidió primero seguir con su actividad pública, especialmente en la asamblea legislativa para la que fue elegido en 1848 y 1849, [cita requerida]para finalmente cobrarse su vida. Murió en Roma el 24 de diciembre de 1850.

## Ideas
La idea principal de la obra de Bastiat fue que el libre mercado era inherentemente una fuente de "armonía económica" entre los individuos, siempre que el gobierno se limitara a proteger las vidas, libertades y propiedad de los ciudadanos. Consideraba así que los argumentos utilitaristas e iusnaturalistas eran simplemente aspectos complementarios del mismo mundo.
Posiblemente la idea de Bastiat que más ha permanecido es la que explicó con la falacia de la ventana rota, y que consiste en que para determinar si una medida es buena o mala, han de mirarse sus consecuencias a largo plazo para toda la población, y no sólo las que tienen lugar a corto plazo para una parte de la misma. Otra publicación popular de Bastiat es Petición de los fabricantes de velas. 
Su pequeño libro La ley explica la función del Derecho en la vida social y describe el funcionamiento de la expoliación legal.
En el siglo XX, las ideas económicas de Bastiat fueron desarrolladas por, entre otros, Henry Hazlitt y Ayn Rand.[cita requerida]

### Libros
- Bastiat, F. (1859). Sofismas economicos. Madrid: Imprenta de Manuel Galiano. Consultado el 13 de mayo de 2012.
- Bastiat, Frédéric (1849). Incompatibilités parlementaires (en francés). París: Guillaumin et Cie. Consultado el 12 de mayo de 2012.
- Bastiat, Frédéric (1849). Protectionisme et communisme (en francés). París: Guillaumin et Cie. Consultado el 12 de mayo de 2012.
- Bastiat, Frédéric (1983). Oeuvres économiques (en francés). París: PUF. ISBN 2-13-037861-7.
- Bastiat, Frédéric (2005). Sophismes économiques (en francés). París: Les Belles Lettres. ISBN 978-2-251-39038-3.
- Bastiat, Frédéric (2009).  Francisco Cabrillo, ed. Obras escogidas (2a edición). Madrid: Unión Editorial. ISBN 978-84-7209-467-3.
- Bastiat, Frédéric (2009). Pamphlets (en francés). París: Les Belles Lettres. ISBN 978-2-251-39049-9.
- Bastiat, Frederico (1847). Cobden y la Lica o la agitación inglesa en favor de la libertad de comercio. Madrid: Baltasar González. Consultado el 13 de mayo de 2012.
- Bastiat, Frederico (1858). Armonías económicas. Madrid: Imprenta de Doña Francisca Pérez. Consultado el 13 de mayo de 2012.
- De Foville, A. (1900). «Bastiat».  En M. Léon Say; M. Joseph Chailley, eds. Nouveau dictionnaire de l’économie politique (en francés) 1 (2a edición). París: Guillaumin et Cie. pp. 170-172. Consultado el 12 de mayo de 2012.
- Roche, George Charles III (1971). Frederic Bastiat: A Man Alone (en inglés). New Rochelle: Arlington House. Consultado el 13 de mayo de 2012.
- Russell, Dean (1969). Frederic Bastiat: Ideas and Influence (en inglés). Irvington-on-Hudson: Foundation for Economic Education.
- Un libéral: Frédéric Bastiat (en francés). Toulouse: Presses de l’Institut d’Études Politiques de Toulouse. 1988. ISBN 2-903847-24-10 |isbn= incorrecto (ayuda).

### Artículos
- Bramoullé, Gérard (2001). «Frédéric Bastiat: Praxeologist Theoretician». Journal des Economistes et des Etudes Humaines (en inglés) 11 (2). ISSN 1145-6396. doi:10.2202/1145-6396.1023.
- «Portrait: Bastiat (1801-1850)». La nouvelle lettre (en francés) (1067): 8. 2011. Archivado desde el original el 25 de octubre de 2012. Consultado el 12 de mayo de 2012.
- Valentin, Vincent (2003). «Sur les fondements du libéralisme : Évolutionnisme et droit naturel chez Bastiat et Hayek». Revue Française d'Histoire des Idées Politiques (en francés) (17): 49-71. Archivado desde el original el 28 de julio de 2012. Consultado el 12 de mayo de 2012.